# Central News
Pour les articles homonymes, voir Central News Agency.
Central News était une agence de presse britannique fondée en 1870, par William Saunders et son beau-frère Edward Spender, à partir d'une entreprise existante, la Central Press, la même année que la Press Association, pour profiter de la nationalisation des compagnies de télégraphe et de la loi de 1869 favorisant les agences de presse au Royaume-Uni. Elle avait pour directeur John Moore.

## Histoire
Les compagnies anglaises de télégraphe sont nationalisées par le gouvernement de Londres par une loi du 31 juillet 1868, rédigée par le gouvernement conservateur de Benjamin Disraeli. 
Le texte de loi du Telegraph Act de 1869 prévoit un accès privilégié pour les agences de presse au télégraphe et que les tarifs doivent être aménagés pour favoriser leur activité, y compris une couverture complète des événements, avec des tarifs dégressifs en fonction de la durée de la transmission, pour ne pas limiter le marché de l'information aux seules annonces officielles mais encourager la mise en perspective des événements.
William Saunders (journaliste) (1823 – 1895), journaliste britannique, avait créé le quotidien Western Morning News de Plymouth en 1860 avec Edward Spender puis l'Eastern Morning News de Hull. En 1863 il fonde sa propre agence, toujours en compagnie de son beau-frère, la Central Press. 
Il fut quelques années plus tard l'un des animateurs du mouvement de révolte des journaux régionaux contre les compagnies de télégraphe, qui a abouti à la création de la Press Association en 1868 puis au Telegraph Act de 1869. Pour éviter un conflit d'intérêts, il cède ensuite son entreprise, en 1870, à une organisation, qui déclare souhaiter créer une agence de presse soutenant les milieux conservateurs. Celle-ci tente de garder le nom de "Central Press". 
William Saunders s'y oppose et veut conserver le nom pour l'agence de presse qu'il crée ensuite. Mais il perd le conflit judiciaire autour de l'utilisation de ce nom. Il opte alors pour celui de Central News.
Une troisième agence de presse, The Exchange Telegraph Company, fut créée en mars 1872, pour déployer un autre câble transatlantique, par Sir James Anderson, ex-capitaine du "Great Eastern", qui avait installé le premier câble en 1866, et par l'américain George Baker Field. Elle deviendra la firme d'analyse financière Extel.
La Central News fournit en informations le quotidien français Le Matin lancé en 1884 par les propriétaires du quotidien britannique The Morning News, et qui entendait se passer des nouvelles de l'Agence Havas et de son associée britannique Reuters.
Donald Read, l'historien de Reuters signale que la Central News « fut particulièrement active dans les campagnes égyptiennes ». Elle a aussi couvert l'expédition britannique de secours au Soudan, venue en janvier 1885 à la rescousse des assiégés du Siège de Khartoum. Arrivée trop tard, elle ne put empêcher leur massacre. Bennett Burleigh, son reporter, constate l'issue dramatique et repart à cheval télégraphier son article, annonçant douze heures avant les autres médias que la garnison britannique a été décimée. 
En 1895, le Times de Londres a directement accusé l'Agence Central News d'embellir les faits dans plusieurs affaires.